# Antonio Torrents y Monner
Antonio Torrents y Monner (Barcelona, 1852 - ibídem, 1921) fue profesor mercantil, perito agrícola y químico español. Escribió numerosas obras relacionadas con la contabilidad y economía. Fue secretario de la Real Academia de Ciencias y Artes de Barcelona.

## Obras

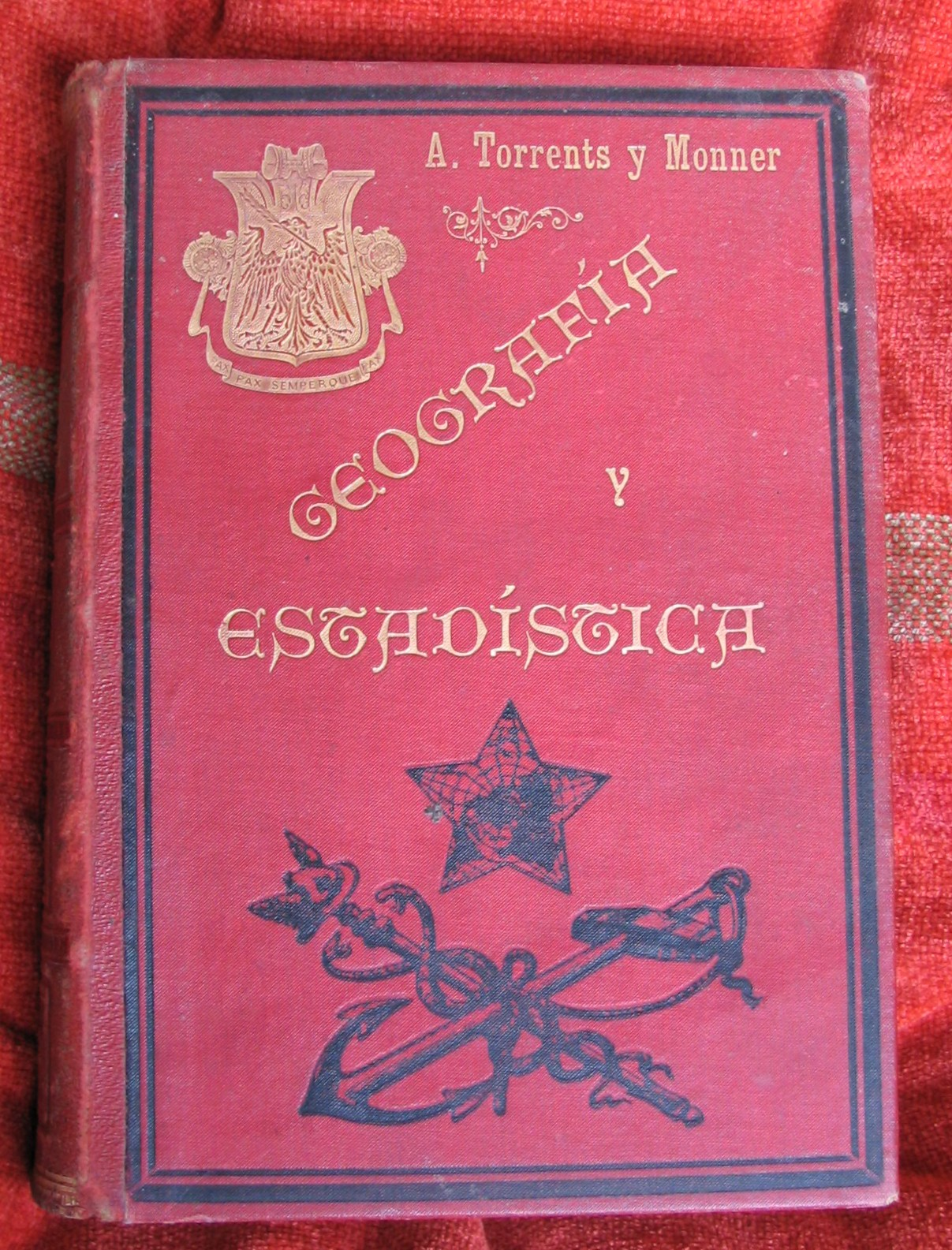
Geografía y estadística

- Torrents y Monner, Antonio (1884). Enciclopedia comercial: tratado completo de geografía, estadística, historia, economía, aritmética .... Sola-Sagales.

- —; Romero y Wals, Angel (1890). Concepto de la contabilidad administrativa: su importancia y desarrollo, aplicación de la misma a toda clase de corporaciones : memoria leída el día 18 de diciembre de 1889 por D. Antonio Torrents y Monner en el acto solemne de su recepción en la Real Academia de Ciencias Naturales y Artes de ....

- —; Roura y Vila, Emilio (1891). Compañías mercantiles en España: su origen y desarrollo, carácter que ofrecerán en el porvenir : memoria. Tip. "La Academia" de Viuda é Hijos de E. Ullastres.

- — (1894). Armonía entre patronos y obreros: organización del trabajo, modo de dirimir las diferencias que se susciten entre patronos y obreros : medios para mejorar la situación de las clases obreras. Tipografía de la Casa P. de Caridad.

- — (1904). Cooperativas de credito agricola: sociedades cooperativas de credito agricola; diversas formas de ellas en el extranjero, y estudio de su posible organización y desarrollo en España. Tip. de José Casamajó.

- — (1901). Al gran Catalán: corona de siemprevivas á la memoria del esclarecido catalán el excelentísmo señor D. Fco. de P. Rius y Taulet primer marqués de Olérdola. J. Casamajó.

- — (1911). Curso de economía política: estudio de la producción, distribución, circulación y consumo de la riquez a; cuestiones económico-sociales y distintos medios para mejorar la condición de las clases proletarias. Bayer.

- —; Torrents y Ballester, José A. (1908). Resumen de legislación rural y contabilidad agrícola. de Bayer Hermanos.

- —; Torrents y Ballester, José A. (1912). Averías marítimas: reglas de York y Amberes para la liquidación de averías gruesas (texto inglés, francés, español y italiano) y Legislación comparada sobre riesgos, daños y accidentes del comercio marítimo, con notas y comentarios (2ª edición).

- — (1915). Geografía comercial del globo. Bayer Herms. y Cia.

- — (1894). ¡Abajo las corridas de toros!. Tip. de José Miguel.

- — (1894). Armonía entre patronos y obreros: organización del trabajo, modo de dirimir las diferencias que se susciten entre patronos y obreros, medios para mejorar la situación de las clases obreras. Tipogr. de la Casa P. de Caridad.

- — (1900). Geografía y estadística económico-industrial. Librería de Francisco Ribalta.

- —. ¡Fuera tabaco y humo!. Tip. de Balmas, Casamjó.

- — (1904). Contabilidad agrícola por partida doble. Tip. de José Casamajó.